# Qijianglong
Qijianglong là một chi khủng long, được Xing et al. mô tả khoa học năm 2015.